# Александар Лифка
Александар Лифка (Брашов, 20. мај 1880 — Бачки Виногради, 12. новембар 1952), био је један од пионира кинематографије у Средњој Европи. Од 1900. године, осим приказивања филмова у свом путујућем биоскопу, бави се и снимањем филмова, као и компоновањем филмске музике. Године 1911. отворио је први стални биоскоп у Суботици. По њему је названа Награда Александар Лифка.

## Биографија
Александар Лифка, од мајке Ернестине и оца Карла, рођен је на породичној турнеји у Брашову (данас Румунија) где је породица наступала са својим путујућим паноптикумом. Рано детињство је провео у месту Жатец (Чешка). Средњу школу похађа у Бечу где изучава електротехнику. Имао је само пет година када му је умро отац. Мајка је успела да одржи породични посао, да води путујући музеј и паноптикум, прехрани породицу и школује децу.
У 19. веку паноптикум није само била изложба која је приказивала воштане фигуре славних историјских личности и савременика тога доба, већ слично музеју, путујући спектакл у коме су се заинтересовани људи могли упознати са далеким културама, природним вредностима, новим научним отрићима, достигнућима цивилизације итд. Циљ ових путујућих паноптичких музеја - па и у случају паноптикума породице Лифка - поред приказа сензације, новитета и новости, били су и едукација, васпитање и популаризација науке.

### Опчињеност покретним сликама
Од ране младости Александра Лифку привлаче новотарије, посебно латерна магика и кроматроп, које су биле претече кинематографа. Ове справе су стварале илузију покретних слика. Браћа Лимијер су 1895. године патентирали први кинематограф, а премијерна пројекција је одржана у Гранд кафеу у Паризу. Када је сазнао да ће браћа Лимијер одржати пројекцију у Бечу, било је то 1897. године, Александар Лифка је као седамнаестогодишњак присуствовао пројекцији, а о томе је касније причао:
"Колико се сећам 1897. године, новине у Бечу су дугачким чланцима описивале премијеру новог проналаска. За карту сам платио једну форинту. Видео сам у замраченој просторији представу која се састојала од 3-4 кратка филма, који су мени створили утисак живог покрета. Тада још нико није мислио пред каквом се великом перспективном налази филм. Приказни филмови су били дугачки укупно 400 метара.
Тек 1900. године, када сам завршио школовање, могао сам остварити своје планове. Отац ми је имао музеј. После његове изненадне смрти, на моју молбу, мајка ми је омогућила изградњу једног покретног биоскопа. Са својом браћом Карлом и Рудолфом све смо сами испланирали. Отпутовао сам у Париз да бих тамо простудирао филм и начин пројекције филма, односно шта је све потребно за рад."

### Куповина прве камере
По завршетку школовања, а уз подршку породице, Александар Лифка одлази у Париз и од наслеђеног новца купује своју прву камеру марке Пате (Pathe). Те исте 1900. године снимио је цара Франца Јозефа и царицу Елизабету који су посетили град Геделе. Наводно је тај 40 метара дуг филмски снимак привукао пажњу Научног филмског позоришта "Уранија" из Будимпеште које га је примило за свог сарадника, а касније утицало да отвори први стационарни биоскоп у Суботици.
Лифка је о томе касније сведочио овако:
"Мој брат Карл остао је у Аустрији, док сам ја, заједно са мајком и братом Рудолфом дошао у стару Мађарску. Са својим биоскопом посетили смо Будимпешту. Пошто сам за своје филмове добио златне медаље, скренуо сам на себе пажњу управе Научног филмског позоришта "Уранија" из Будимпеште.
Позвали су ме у Суботицу да тамо отворим један стални биоскоп, пошто у овом граду 1909. године још није било озбиљног биоскопа. У бившој згради хотела "Хунгарија" сам 1910. године добио погодну просторију, преуредио сам је, па сам 1911. године отворио биоскоп под именом "Биоскоп Лифка". Програм премијере штампан је на белој свили."

### Путујући биоскопи
Као званичан почетак приказивања филмова од стране Александра Лифке узима се 1900. година, тачније 1901, када је основан један од највећих путујућих биоскопа, „Електро биоскоп Лифка”, чији се власник Александар Лифка, а са којим је породица Лифка приказивала филмске представе по разним градовима. Задржавање у неком граду је, највероватније, трајало толико дуго колико је трајало интересовање публике. Осим приказивања купљених филмова приказивани су и филмови које је Лифка снимао у граду у којем су гостовали, што је додатно привлачило локалну публику.
О свом првом путујућем биоскопу Александар Лифка је рекао:
"Основни костур биоскопа израђен је од чамовине без чворова, коју смо набавили у Словенији, остале делове израдили смо од најбољег челика фабрике Стирија, полустабилну парну машину за производњу електричне струје од Гарета и Шмита, мотор и динамо од АЕГ, сијалице од Кертинга, рефлекторе од фирме Вајнерт и комп. из Герлица. Полустабилна парна машина била је смештена у специјално израђеном вагону. Исто тако и пројекциони апарат, као и мотор са динамом. Наш стан се састојао од два вагона. Кухиња се налазила у посебном вагону, пошто се тамо кувало за све нас. Заједно смо јели са послугом.
Наш други биоскоп је саграђен 1904. године. Имао је 580 седишта и изгледао је сасвим модерно. Набавио сам од "Браће Пете" из Париза једну апаратуру за снимање филмова. Са њом сам у свим већим градовима које смо посетили снимао филмове. ПОново смо пропутовали, изузев јужне Србије, данашњу територију Југославије. Били смо и у мањим местима.
Трећи мој путујући биоскоп, који смо изградили 1906. године, имао је 900 седишта. Плоче оригиналног снимка налазе се код мене. Овај биоскоп је био већ право позориште. У њему су се налазиле столице, чији доњи део је био помичан, затим ложе прекривене плишем. Са спољашње стране биле су лепо премазане златном бојом имали смо статуе резбарене у дрвету и уметничке слике."

### Први стационарни биоскоп
У бившој згради хотела "Хунгарија" у Суботици Александар Лифка је 1910. године започео преуређивање просторија за приказивање филмова, а 1911. године први стационарни биоскоп под именом "Биоскоп Лифка" почео је са радом. У међувремену се оженио Суботичанком Ержебет Бек са којом није имао деце.
Током Првог светског рата Александар Лифка је био мобилисан и послат на фронт у Галицију, где је снимио неколико филмова. Након рањавања је распоређен у Беч где је радио у Одељењу војног журнала, а потом у Бадену као оператер у Главном шатбу аустроугарске војске.
Након повратка у Суботицу продао је биоскоп, али је и наставио радити у њему. Са супругом је основао предузеће за дистрибуцију филмова "Ориент филм д.д.", које је радило до почетка 30-их година. После гашења предузећа био је власник трговине електротехничком робом и радио апарата.
Тек након Другог светског рата александар Лифка је прихватио југословенско држављанство. Умро је 12. новембра 1952. године у свом винограду у Бачким виноградима, у селу где је и проводио највише времена и где је од свог новца опремио и биоскоп. Сахрањен је у породичној гробници у Суботици.

## Легат Александра Лифке
У Југословенској кинотеци у Београду чува се 5 филмова које је снимио Александар Лифка. Само једно парченце филма, дуго свега десетак центиметара, чува се у Лифкиној оставштини у Градском музеју у Суботици. То парче филма је сведочанство о његовим сниматељским активностима у годинама Првог светског рата.
У Суботици је Александру Лифки подигнут споменик,, а 2006. године град је основао Установу Културе Арт биоскоп Лифка, инсититуцију која ће својим постојањем и садржајем обележити рад пионира кинематографије на овом поднебљу. У суботичком Градском музеју се чувају његове ствари (камера, пројектор, намештај, слике, фотографије, посуђе, документа и др.) и доступне су погледу посетилаца.
Награда „Александар Лифка“, којом Фестивал европског филма на Палићу награђује филмске ствараоце за изузетан допринос кинематографији Европе, додељује се од 2000. године. Први добитници овог призњања били су мађарски редитељ и сценариста Миклош Јанчо и српска глумица Милена Дравић.

## Мање познати детаљи из Лифкиног живота
Службену и приватну кореспонденцију Александар Лифка је водио на немачком, а нешто мање и знатно лошије на мађарском језику. За власти Аустро-Угарске, али и Мађарске, он је био Шандор, за југословенске власти пре и после Другог светског рата - Александар, а за супругу и најближе у окружењу кратко и једноставно - Алекс.
Александар Лифка је био члан суботичке слободнозидарске ложе "Стварање", која је основана у Суботици 1911. године. Политиком се није бавио, а колико се може видети из мноштва докумената, уопште није био заинтересован за било какво национално опредељивање. Додавање националног обележја уз његово име било би нетачно и неумесно.
Почетком 1944. године Александар и Ержебет су из самостана у Будимпешти усвојили Едиту и Ибољу Сабо и одгајили их као своју децу.